# Więzienie Landsberg
Więzienie Landsberg (niem. Justizvollzugsanstalt Landsberg) – zakład karny położony w mieście Landsberg am Lech na południowym zachodzie Bawarii, około 65 km na zachód od Monachium i 35 km na południe od Augsburga.

## Historia
Więzienie zostało zbudowane około 1910 na zachodnim obrzeżu miasta. Najbardziej znanym więźniem był Adolf Hitler, który przebywał w więzieniu Landsberg w 1924 po skazaniu za zdradę stanu poprzez zorganizowanie puczu monachijskiego. W czasie pobytu w więzieniu, z pomocą swego sekretarza Rudolfa Heßa, podyktował i napisał Mein Kampf.
Podczas okupacji alianckiej Niemiec po II wojnie światowej Armia Stanów Zjednoczonych przeznaczyła więzienie Landsberg na „Więzienie dla przestępców wojennych nr 1” („War Criminal Prison No. 1”), w którym przebywało wielu skazanych nazistowskich przestępców wojennych. Wielu niemieckich przestępców wojennych zostało straconych w więzieniu Landsberg przez powieszenie (m.in. Karl Brandt i inni w tzw. procesie lekarzy). Ostatnie siedem egzekucji miało miejsce 7 czerwca 1951. Były to również ostatnie wyroki śmierci wykonane na terytorium Republiki Federalnej Niemiec.
Obecnie zakład karny jest administrowany przez Zarząd Więziennictwa Bawarskiego Ministerstwa Sprawiedliwości.